# Alexis Korner
Alexis Korner, all'anagrafe Alexis Andrew Nicholas Koerne (Parigi, 19 aprile 1928 – Londra, 1º gennaio 1984), è stato un musicista inglese.
Costituisce una figura centrale per la nascita e sviluppo di quel movimento musicale in Inghilterra conosciuto come blues britannico. Fu anche produttore e conduttore di programmi radiofonici e televisivi.

## Inizi
Nato a Parigi da genitori austriaci, nel 1940 si trasferisce a Londra per cercare di scampare dalla Guerra. A Londra impara la musica sia dai dischi che i soldati americani portano con loro, sia nei piccoli club ove si suona jazz, dixieland e blues. Impara a suonare piano e chitarra. Nel 1949 ascolta un altro pioniere della musica americana nel Regno Unito, Chris Barber, che con la sua Jazz Band suona la musica dei neri afro-americani, un misto tra jazz e blues con uso di strumenti acustici che prende il nome di skiffle. Questa formazione comprende anche Cyril Davies, voce e armonica. Alexis e Cyril cominciano a suonare in duo, sullo stile di Sonny Terry e Brownie McGhee, riuscendo anche ad incidere alcuni brani.

## Anni sessanta -Blues IncorporatedeNew Church
Negli anni sessanta Alexis alterna la sua attività di conduttore televisivo e radiofonico a concerti nei pub, nei piccoli club e nei festival. Nel 1961 Korner and Davies formano la loro band, denominata Blues Incorporated, con musica influenzata dal blues e dal R&B. La Blues Incorporated fu una scuola e una fucina dove si formano (o anche solo suonano), in tempi e modi diversi, quasi tutti i musicisti inglesi che in origine si richiamano al blues: da Charlie Watts a Jack Bruce e Ginger Baker dei Cream, da Long John Baldry a Graham Bond, Ronnie Jones, da Danny Thompson a Dick Heckstall-Smith . Anche altri giovanissimi musicisti partecipano alle sue incisioni, tra gli altri Mick Jagger, Keith Richards e Brian Jones dei futuri Rolling Stones, Robert Plant e Jimmy Page dei futuri Led Zeppelin, Rod Stewart, John Mayall. 
Nonostante l'abbandono di Cyril Davies nel 1963, la Blues Incorporated continua a suonare e ad incidere dischi, spaziando da una rilettura in chiave elettrica della musica blues fino a proporre anche musica jazz, inserendo nella formazione dei fiatisti, come Dick Heckstall-Smith, Dick Morrissey, John Surman e Mike Zwerin. Parallelamente, Korner si esibisce in duo con il cantante e chitarrista danese Peter Thorup, a nome New Church, incidendo anche dischi.

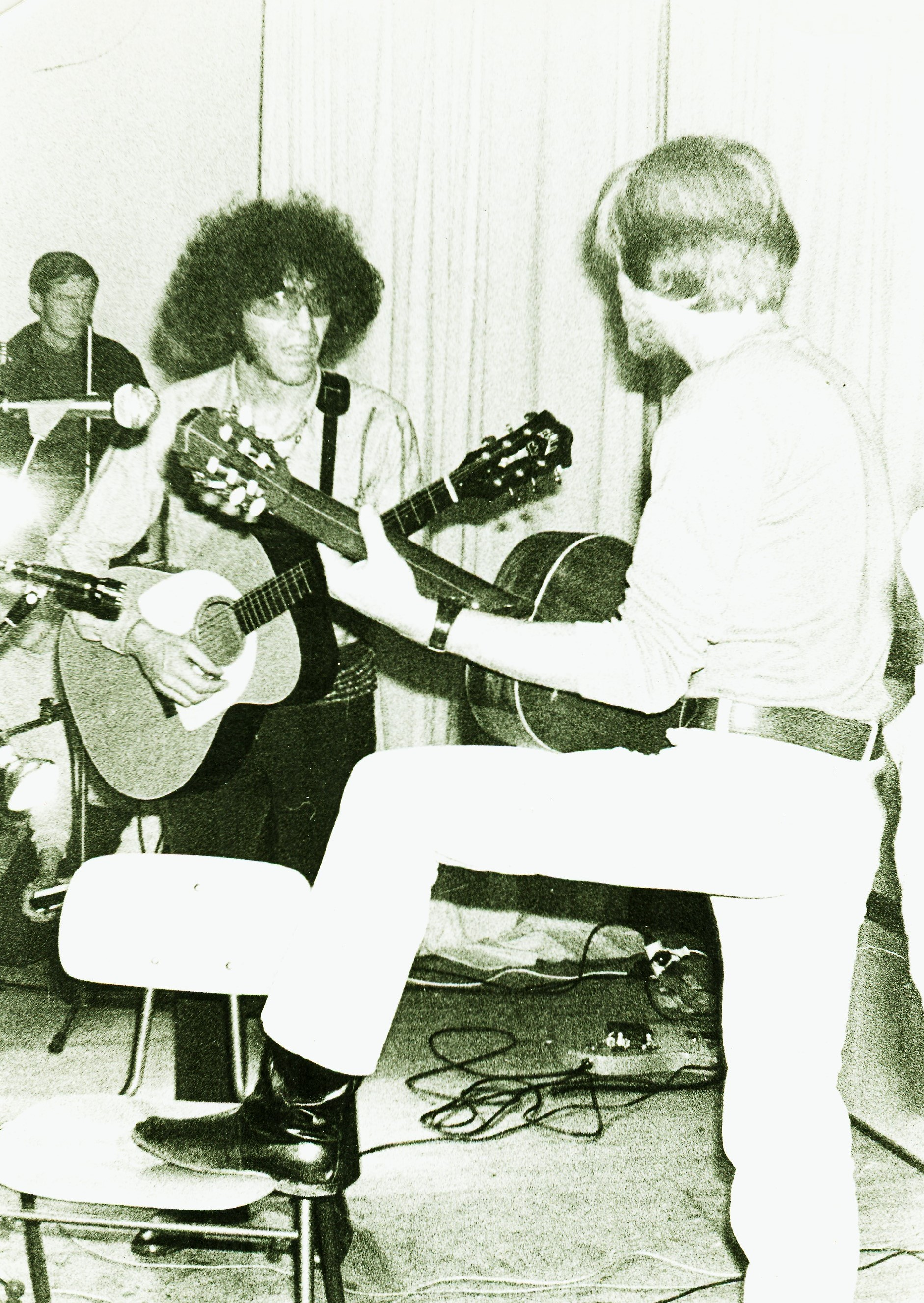
Korner e Thorup

## Anni settanta - C.C.S. e Snape
Nel 1970, Alexis Korner con Peter Thorup decide di ampliare il gruppo, formando una Big Band definita C. C. S., acronimo del "Collective Consciousness Society". Incide quattro dischi e si esibisce in apparizioni televisive. Ha una rubrica di musica fissa alla radio BBC che tiene dal 1976 in poi. Questo è il periodo di maggior successo commerciale per Alexis Korner. Whole Lotta Love e Brother sono le sigle di trasmissioni di successo della BBC. 
Nel 1973, Korner forma un nuovo gruppo, Snape, con alcuni ex componenti dei King Crimson: Boz Burrell al basso, Mel Collins al sax e Ian Wallace alla batteria. Partecipa a In London di B. B. King e incide Get Off My Cloud con Keith Richards e Nicky Hopkins dei Rolling Stones e con Peter Frampton. Il bassista Colin Hodgkinson collabora con Korner alla registrazione di alcuni brani in Germania. Nel 1978, per i suoi 50 anni, riunisce tanti dei suoi ex-musicisti - amici, per una grande reunion che viene documentata nel doppio LP Birthday Party. Vi partecipano Eric Clapton, Paul Jones, Chris Farlowe, Zoot Money.

## Anni ottanta
Nel 1980 fa alcune tournée in Europa e giunge anche in Italia, suonando a Milano, Roma, Venezia e Udine. A supporto di Alexis è la Guido Toffoletti's Blues Society e Paul Jones.
Nel 1981 crea con Ian Stewart, Jack Bruce e Charlie Watts un 'supergruppo' chiamato Rocket 88, con un LP al loro attivo.

## Fine
Alexis Korner muore a Londra di tumore il 1º gennaio 1984, all'età di 55 anni. Sappho Gillett Korner, sua figlia, è musicista, come pure i figli Nicholas Korner e Damian Korner.

## Discografia
- dopo il titolo tra parentesi l'anno di uscita, a seguire i dettagli della registrazione.
- Sono stati tralasciati i 78 giri e i 45 giri pubblicati.

### Gli inizi
- Ken Coeler's Skiffle Group - Back to the Delta (1954) brani del 1954 su LP da 10"
- Ken Coeler's Skiffle Group - Ken Coeler's Skiffle Group (1955) brani del 1955 su EP
- Chris Barber ...in the beginning .... (1997) brani dal 1949 al 1970 - senza Alexis Korner - con Sonny Terry, Brownie McGhee e Sonny Boy Williamson
- Cyril Davis Blues from The Roundhouse (1957) su LP da 10" ristampato come The Legendary Cyril Davis (1970) e come Alexis Korner & Cyril Davis (1984)
- Skiffle (2000) antologia di registrazioni storiche 1956-59 - 2 CD con Chris Barber Group e Lonnie Donegan Group
- Skiffle vol. 2 (2000) 2 CD di registrazioni storiche 1956-57 - con Chris Barber Group e Lonnie Donegan Group

### Alexis Korner
- The BBC Sessions (2003) CD - registrazioni alla BBC dal 1962 al 1983
- Bootleg Him (1972) 2 LP - CD - dal 1961 al 1971 - inediti con il meglio dei musicisti rock-blues inglesi
- I Wonder Who? (1966) - CD (1992) - registrazioni del 1966 e del 1967
- Musically Rich ... and Famous - Anthology 1967-1982 (2003) CD Antologia dal 1967 al 1982 senza inediti
- A New Generation of Blues (1968) con Steve Miller
- On the Move (1996) CD - registrazioni del 1968 al 1983 inedite in U.K.
- Get Off My Cloud (1990) - LP e CD - registrazioni del 1975 con tanti musicisti inglesi
- ... Meets Jack Daniels (1976) LP - dal vivo in Germania nel 1969 e 1975
- Alexis Korner and .... 1964-1971 (1992) antologia senza inediti
- Alexis Korner and .... 1972-1983 (1992) antologia senza inediti
- Mr. Blues (1974)
- The Lost Album (1995) registrazioni del 1977 in Galles
- Just Easy (1978) - registrato a Londra nel 1976 e 1977
- Me (1979) primo album totalmente da solo - registrato in Germania
- Alexis Korner and Friends The Party Album (1979) festa-concerto di compleanno per i 50 anni - 1978
- Testament (2000) CD - dal vivo a Parigi nel marzo 1980 con Colin Hodgkinson
- Live in Paris (1994) CD - dal vivo a Parigi nel marzo 1980 con Colin Hodgkinson - differente da 'Testament'
- Profile (1981) antologia con inediti
- Juvenile Delinquent (1983) - LP e CD - ultime incisioni, uscito postumo
- Korner Stoned - The Alexis Korner Anthology 1954-1983 - importante antologia con inediti anche dal primo periodo skiffle e della Blues Incorporated
- The Best of Alexis Korner and Friends - Blues Unlimited (1996) - antologia senza inediti
- Alexis Korner the Masters (1998) - antologia senza inediti

### Blues Incorporated
- R&B from the Marquee (1962) - LP e CD - Londra 1962 nel locale Marquee
- R&B from the Marquee ... plus (1962) - CD - Londra 1962 con 5 bonus tracks
- Alexis Korner's Blues Incorporated LP - 1963
- Alexis Korner's Blues Incorporated (2004) CD - 1963 con 6 bonus tracks
- At the Cavern (1965) registrazioni del 1964 nel locale The Cavern
- Red Hot from Alex (1964) LP e CD - registrato a Londra marzo 1964
- Sky High (1994) LP 1965 - CD (1994) con 2 bonus tracks

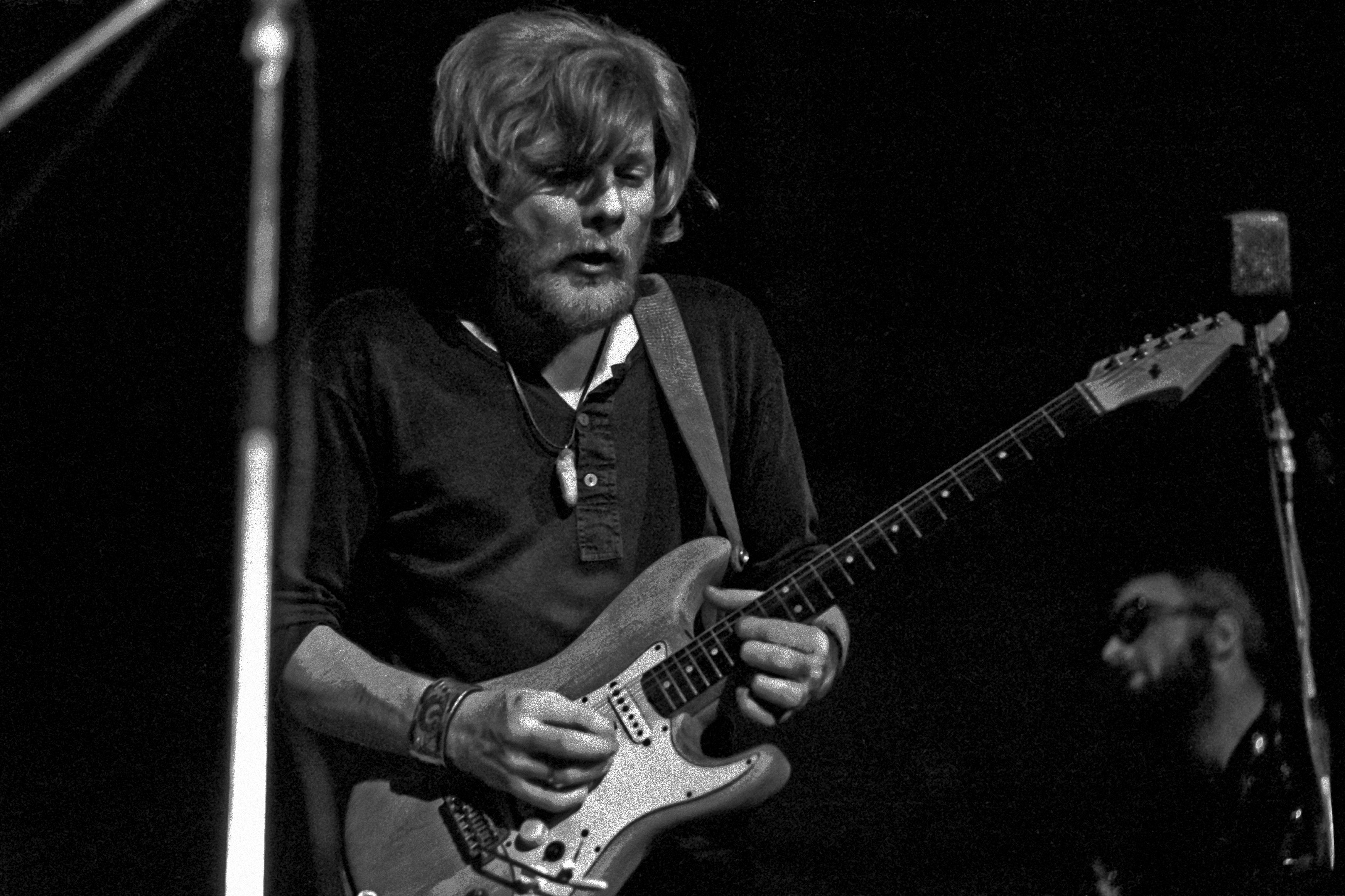
Peter Thorup, novembre 1972

### Con Peter Thorup - New Church - Snape
- New Church Both Side (1970) LP con Peter Thorup 1970
- New Church Both Side Live & Studio recordings (2006) - CD con LP 1970 e 9 bonus tracks
- Snape Accidentally Born in New Orleans (1973) LP 1972 - Peter Thorup, Mel Collins, Ian Wallace, Boz
- Snape The Accidentall Band (1973) LP con Peter Thorup
- Snape Live in Tour in Germany (1973) - 1973 LP tedesco con Peter Thorup
- Snape Live on Tour (1974)

### Rocket88
- Rocket88 (1980) con Colin Hodgkinson, Ian Stewart, Charlie Watts e Dick Morrissey

### C.C.S.
- C.C.S. (1970) LP - CD (con 3 bonus tracks)
- C.C.S. II (1972) LP - CD (con 2 bonus tracks)
- C.C.S. The Bet Band in the Land (1973) LP - CD (con 3 bonus tracks)
- C.C.S. The Best of (1977)
- C.C.S. A's, B's & Rarities (2004) CD - 1970 - 1974 (con bonus tracks e inediti)

### Collaborazioni
- Cuby + Blizzards Live (1969) gruppo olandese - Korner chitarra e voce - dal vivo Rheinhalle Dusseldorf 1968
- Curtis Jones - in London 1968 con Alexis Korner alla chitarra (2002 su etichetta Beat Goes On)
- Beefeaters Meet you there (1969) Korner e Thorup suonano in questo gruppo danese - data sconosciuta
- Jack Grunsky Toronto (1969 Amadeo) Korner e Mick Taylor suonano nel disco di questo cantautore Canadese ; Produzione di Alexis Korner
- B.B.King In London (1975)
- Eric Burdon Survivor (1977)
- Opera teatrale Tell (1977) Korner partecipa all'opera rock Guglielmo Tell in Germania

## Formazioni di Alexis Korner
Le formazioni di Alexis Korner sono sempre state formazioni aperte; in particolare la Blues Incorporated è sempre stata una formazione molto elastica, che si formava intorno alla figura di Alexis Korner. Questa è una sintesi (sicuramente non completa) dei musicisti del nucleo centrale che si sono succeduti, prendendo le informazioni principalmente dai dischi usciti.
- Alexis Korner - chitarre, voce, armonica, piano